# Altensteig
Altensteig – miasto w Niemczech, w kraju związkowym Badenia-Wirtembergia, w rejencji Karlsruhe, w regionie Nordschwarzwald, w powiecie Calw, siedziba wspólnoty administracyjnej Altensteig. Leży nad rzeką Nagold, ok. 18 km na południowy zachód od Calw, przy drodze krajowej B28.

## Współpraca
Miejscowości partnerskie:
- Bourg-Saint-Maurice, Francja
- Butte, Stany Zjednoczone
- Eibau, Saksonia (kontakty utrzymuje dzielnica Walddorf)

## Osoby

### urodzone w Altensteig
- Hartwig Zürn, prehistoryk

### związane z miastem
- Walter Christaller, geograf